# شهرستان امری (یوتا)

شهرستان امری (به انگلیسی: Emery) یکی از شهرستان‌های ایالت یوتا است. مرکز این شهرستان، شهر کاسل‌دیل بوده و جمعیتی معادل ۱۰.۹۷۶ نفری را در مساحتی حدود ۱۱.۵۸۰ کیلومتری مربع در خود جای داده.
بزرگ‌ترین شهر این شهرستان، شهر هانتینگتون می‌باشد. همچنین نام امری نیز برگرفته شده از نام جورج دبلیو. امری است که در سال ۱۸۷۵ فرماندار ایالت یوتا بوده.

## پیوند
- وب‌گاه رسمی